# Освобождение (монумент, Пхеньян)
Монумент «Освобождение» (кор. 해방탑, 解放塔, хэбантхап) — главный памятник-обелиск в КНДР, посвященный воинам Красной армии, освободившей Корею в годы Второй мировой войны.
Расположен в городе Пхеньяне на холме Моранбон, в парке между проспектом Победы и западным берегом реки Тэдонган.

## История
Памятник освобождения воздвигнут 15 августа 1946 года в знак благодарности корейского народа в память о советских воинах, погибших при освобождении Кореи от японских колонизаторов. Обелиск включал в себя благодарственную надпись, в котором упоминался советский лидер И. В. Сталин; на памятнике также имелось изображение советской медали «За победу над Японией».
К конце 1960-х годов, когда в КНДР переименовали все объекты, связанные с именем И. В. Сталина, благодарственная надпись на обелиске была изменена; также была демонтирована деталь с изображением медали «За победу над Японией» (медаль с изображением Сталина была заменена на пятиконечную звезду).
По случаю 40-й годовщины освобождения Кореи в 1985 году обелиск был реконструирован.
20 июля 2000 года монумент посетил Президент России В. В. Путин. 25 ноября 2009 года в церемонии возложения венка к монументу принял участие Председатель Совета Федерации России С. М. Миронов, находившийся с официальным визитом в КНДР.
В 2015 году, к 70-летию Победы, памятник на горе Моранбон был отреставрирован.
12 июня 2016 года к монументу возложили венок и цветы сотрудники посольства и прочих российских учреждений. У памятника в парке находился почетный караул, а оркестр торжественно играл военный марш. Церемония возложения венка была приурочена к Дню России, на ней присутствовал посол России в Пхеньяне А. И. Мацегора, а также представители Министерства народных вооруженных сил и МИД КНДР.

## Архитектура
Его высота - 30 м, площадь - более 128 тыс. м2.
Памятник советским воинам в Пхеньяне, скорее всего, был построен на месте бывшего японского синтоистского храма Хэйдзё-дзиндзя (ja:平壌神社). Лестница к монументу «Освобождение» раньше вела к храму и на первой площадке стояли традиционные ворота в виде «насеста» для Солнца. 
Лестница, по-видимому, как раз к этому храму в Пхеньяне запечатлена на фото из брошюры А.Гражданцева «Корея смотрит вперед». Расположение Хэйдзё-дзиндзя на склоне Моранбона на карте 1946 года соответствует нынешнему расположению монумента «Освобождение».
Северокорейцы помнят о подвигах советских солдат в войне за освобождение Кореи. Память о погибших героях жители Пхеньяна решили увековечить в этом дивном монументе. Считается, что создан он был по чертежу самого Ким Ир Сена, а возведен в августе 1945 года в парке Моранбон. Памятник круглый год усыпан цветами и венками.
Установлен в восточной части города, в районе кладбища, где захоронены советские воины.
Излюбленное место гуляния жителей города - парк Моранбон на высоком берегу реки Тэдонган, где установлен обелиск в честь освобождения Кореи Советской Армией (Хэбантхап).
«Башня освобождения» стоит в одном из центральных районов Пхеньяна - на холме Моранбон, который является популярным местом отдыха жителей северокорейской столицы. Монумент представляет собой большую 30-метровую стелу, увенчанную красной звездой.
Он расположен в центре Пхеньяна у южного подножия горы Моранбон и состоит из постамента и стелы, на вершине которой установлена красная звезда. На фронтальной части стелы имеется надпись на корейском языке «Хэбантхап» («Монумент Освобождения»).
Монумент представляет из себя стелу, увенчанную пятиконечной красной звездой. Высота всего сооружения составляет 30 м.
Для сооружения монумента использованы гранитные блоки весом 3-45 тонн. Число каменных блоков — 509 в ознаменование дня Победы в Великой Отечественной войне 9 Мая, а их общий вес — 815 тонн — знаменует день освобождения Кореи 15 августа.
Площадь — более 128 тыс. кв. м.
Внизу стелы, с каждой стороны, имеются надписи на русском и корейском языках. Памятник очень часто посещают официальные делегации, а также туристы и жители Пхеньяна.
Это единственное место в КНДР, где на русском и корейском языках можно прочесть, что войска СССР освободили корейский народ.
В граните монумент выполнен не так давно, но общий скульптурный замысел не менялся. Памятник находится в одном из лучших мест столицы.

## Надписи на памятнике
Первая надпись в передней части памятника гласит:

Великий советский народ разгромил японских империалистов и освободил корейский народ. Кровью, пролитой советскими воинами при освобождении Кореи, ещё больше укрепились узы дружбы между корейским и советским народами. В знак всенародной благодарности воздвигнут этот памятник. 15 августа 1945 года.

위대한 쏘련인민은 일본제국주의를 쳐부시고 조선인민을 해방하였다. 조선의 해방을 위하여 흘린 피로 조선인민과 쏘련인민의 친선은 더욱 굳게 맺어졌나니. 여기에 탑을 세워 전체 인민의 감사를 표하노라. 1945년 8월 15일.

Вторая надпись с задней части памятника гласит:

Вечная слава великой Советской Армии, освободившей корейский народ от ига японских империалистов и открывшей ему путь к свободе и независимости! 15 августа 1945 г.

일본군국주의자들의 강점으로부터 조선인민을 해방하고 자유와 독립의 길을 열어준 위대한 쏘련군대에 영광이 있으라! 1945년 8월 15일.

## Монумент в культуре
Памятник запечатлён на медали «За освобождение Кореи». Изображение монумента часто появлялось на почтовых марках КНДР и СССР.